# Netley Castle
Netley Castle er et tidlige artillerifort opført i enten 1542 eller 1544 af kong Henrik 8. i landsbyen Netley, Hampshire, England. Den var en del af kongens Device Forts, der skulle beskytte Englands kyst mod invasion fra Frankrig og Det tysk-romerske Rige, og den beskyttede Southampton Water nær the Solent.
Borgen bestod af et keep flankeret af to kanonplatforme, og den havde en garnison på 10 mand. Den blev taget ud af militær brug under den engelske borgerkrig og i 1743 var det en overgroet ruin. I 1800-tallet blev ejendommen gradvist ombygget til privat hjem, og der blev lavet en tilbygning i nygotik med oktagonale tårne. Mellem 1939 og 1998 blev bygningen brugt til plejehjem, men de høje vedligeholdelsesomkostninger gjorde, at det måtte lukke.
Efter en arkæologisk undersøgelse blev det herefter ombygget til ni lejligheder.
Det er en listed building af anden grad.